# Thomson TO7
Le Thomson TO7 est un ordinateur commercialisé par le groupe Thomson SA de novembre 1982 à juin 1984. TO signifie « Télé/Ordinateur » ; en effet, cette machine destinée au marché familial se branchait au téléviseur du salon, ce qui permettait d'économiser l'achat d'un moniteur très coûteux.
Les nombreux périphériques pour Thomson TO7 étaient pour la plupart compatibles avec l'ensemble de la gamme Thomson.

## Historique
Le TO7 est une machine innovante en 1982, conçue pour être compatible avec le Minitel (en pratique l'ordinateur n'était pas relié au réseau téléphonique, il possédait simplement dans sa ROM les caractères semi-graphiques du minitel) , disposant d'un crayon optique en standard et d'une résolution graphique élevée pour l'époque. Plusieurs brevets sont déposés par Thomson concernant la gestion graphique, la trappe à cartouches Mémo7 et le lecteur de disquette externe.
Cet ordinateur 100 % français, présenté par Evelyne Beriol au Sicob en 1982, gagne en popularité grâce à ses logiciels éducatifs et au travers du plan « dix mille micro-ordinateurs », destiné à équiper les écoles en informatique. Il est remplacé en juin 1984 par le Thomson TO7/70. Le plan « Informatique pour tous » (IPT) qui commence fin 1984, et donc après la fin de production du TO7, fait appel aux Thomson MO5 et TO7/70.
| Année | Prix en francs français (FF) | Équivalent en 2023, en euros (€) |
| ----- | ---------------------------- | -------------------------------- |
| 1982  | 7 000                        | 2700                             |
| 1983  | 3 250                        | 1140                             |
| 1984  | 2 900                        | 950                              |

La cartouche BASIC (quasi obligatoire) valait 500 FF, soit l'équivalent de 164 € en 2016.
Fin 1983, un pack proposé à la vente comprenait : le TO7 et son stylo optique, l'extension « Musique et jeux » (un boitier enfichable gérant le son et 2 joysticks à connecteur DIN), la cartouche BASIC Microsoft, le jeu sur cartouche Trap (un jeu de labyrinthe 2D qui ressemblait à un Pac-Man modifié à un ou deux joueurs, avec ou sans fromages, loups, souris, trappes et invisibilité du labyrinthe), le logiciel graphique sur cartouche « Pictor » permettant de dessiner sur l'écran avec le crayon optique, le manuel utilisateur, et un livre d'initiation au BASIC. Le TO7 a été commercialisé en direct par le groupe Thomson et par la société Sonotec qui était le principal revendeur d'Apple en France, un contrat de fourniture de plusieurs milliers d'unités et pour la formation a été signé entre Sonotec et le ministère de l'éducation nationale en mars 1983.

## Description

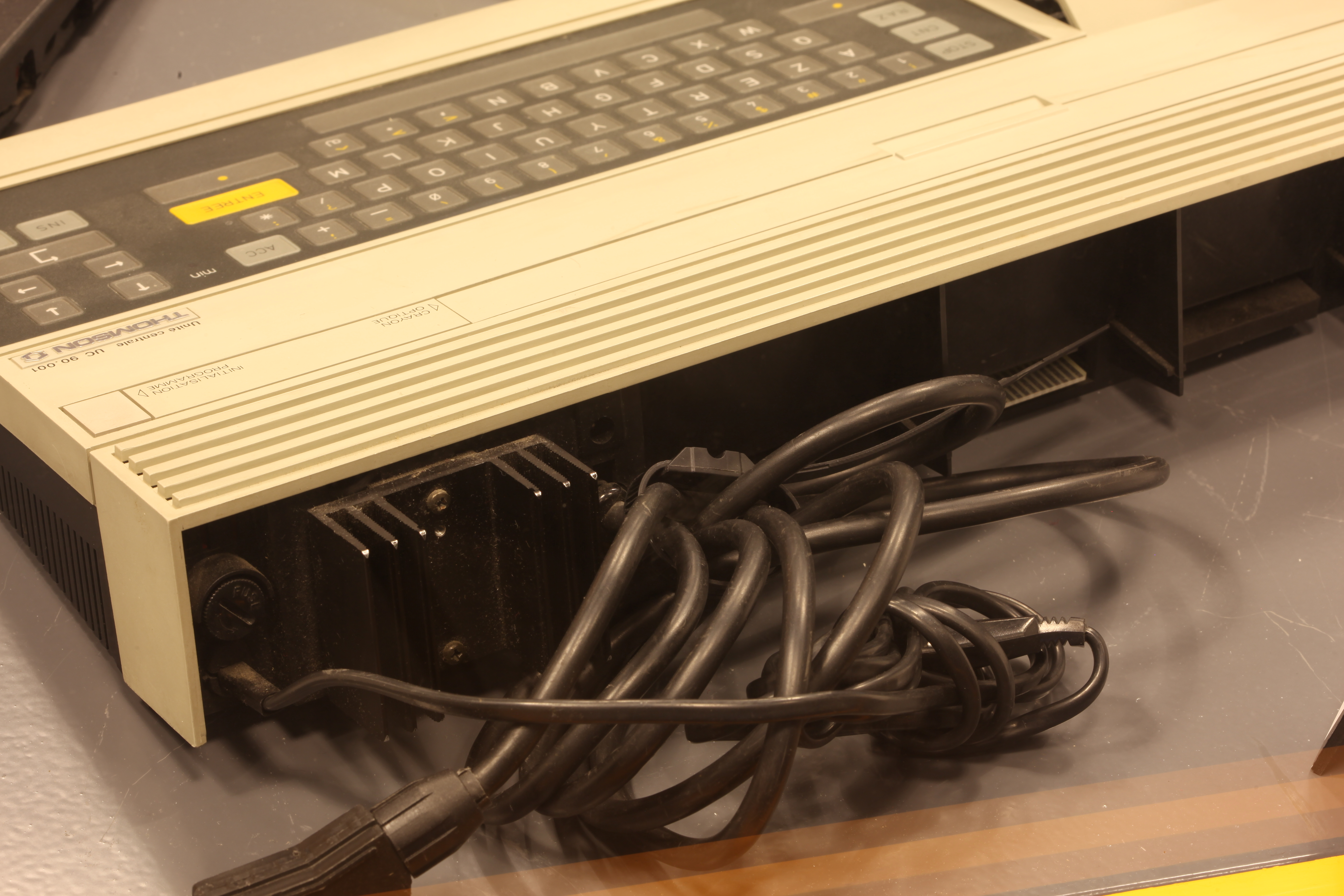
Détail du panneau arrière et des radiateurs.

Le TO7 dispose d'une trappe pour insérer des cartouches ROM appelées Memo7 (ou Mémo7). Sur certains modèles, un radiateur encombrant fixé à l'arrière était reconnu pour être brûlant après quelques heures d'utilisation. Le périphérique d'affichage est un écran de télévision ordinaire connecté via une prise Péritel. Le crayon optique, périphérique de pointage à l'écran, est proposé en standard dans la configuration. Son clavier est à membrane plastique.
À l'époque, les logiciels étaient majoritairement stockés sur cassette audio ; l'achat d'un lecteur de cassette était quasiment obligatoire. Thomson proposait son propre lecteur propriétaire qui avait l'avantage de transférer les données directement en numérique jusqu'à l'étage d'enregistrement, contrairement aux concurrents. D'autres supports furent proposés, tel le QDD (Quick Disk Drive), une sorte de lecteur de disquette 2"8 à piste en spirale développé par Mitsumi, disponible chez plusieurs constructeurs.
L'interface utilisateur du TO7 utilise le langage BASIC élaboré par Microsoft, qui est inclus dans une cartouche ROM séparée de l'appareil. Après chargement du BASIC 1.0, la mémoire disponible pour les programmes est d'environ 6 ko : pour en faire fonctionner certains, il est nécessaire d'acquérir l'extension EM90-016 de 16 ko (portant la mémoire à 24 ko) ; une autre extension, commercialisée par Péritek, permet de monter jusqu'à 32 ko (à comparer aux 48 ko extensibles à 112 ko du TO7-70).
Le TO7 est équipé d'un processeur Motorola 6809 (et non du 6809E, qui équipera les machines Thomson 8 bits qui succéderont au T07) car il dispose de registres d'adressages X & Y en 16 bits.